# Scottish Seabird Centre

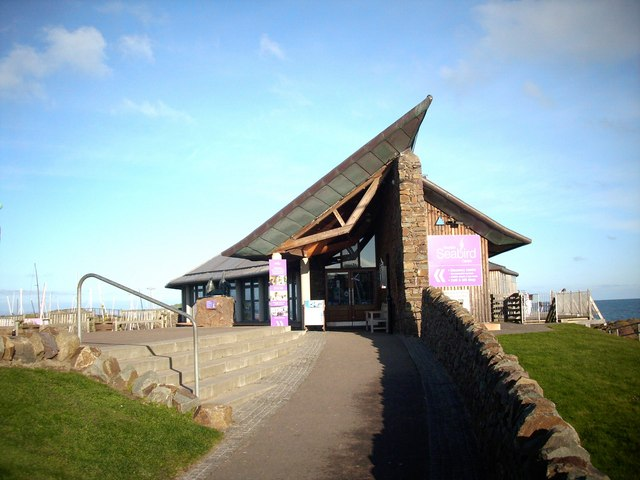
Scottish Seabird Centre en 2008.

Le Scottish Seabird Centre (littéralement de l'anglais « centre écossais des oiseaux de mer ») est un parc ornithologique du nord de l'Écosse. Il est situé près de North Berwick dans l'East Lothian et a été inauguré par Charles de Galles en 2000. Il a été financé par la Millennium Commission.
La pièce centrale du centre est reliée à un réseau de caméras qui filme les colonies d'oiseaux de mer, par exemple celle de Bass Rock ou de Fidra. C'est également le point de départ d'une randonnée pédestre d'observation et d'un circuit en bateau.